# 手指码头
手指码头（英語：Finger Wharf），又名伍卢穆卢手指码头（英語：Woolloomooloo Finger Wharf）、伍卢穆卢码头（英語：Woolloomooloo Wharf），位于澳大利亚新南威爾斯州悉尼近郊伍卢穆卢，原为码头，现在是包括酒店、餐厅和住宅公寓的综合体。已列入新南威尔士遗产名录。

## 历史
手指码头建于1910年至1916年，由总工程师亨利·D·沃尔什（Henry D. Walsh）设计，旧时曾长期作为羊毛出口的码头，也曾作为两次世界大战期间部队部署的中转站，以及新移民抵达澳大利亚的下船点。
到1970年代，新集装箱港口的使用，使得码头的使用量下降。到1980年代，码头废弃，1987年新南威尔士州政府决定拆除码头。由于公众的强烈抗议，决定将码头重新开发为时尚的综合体，包括酒店、餐厅和住宅公寓。 亨利·D·沃尔什设计。

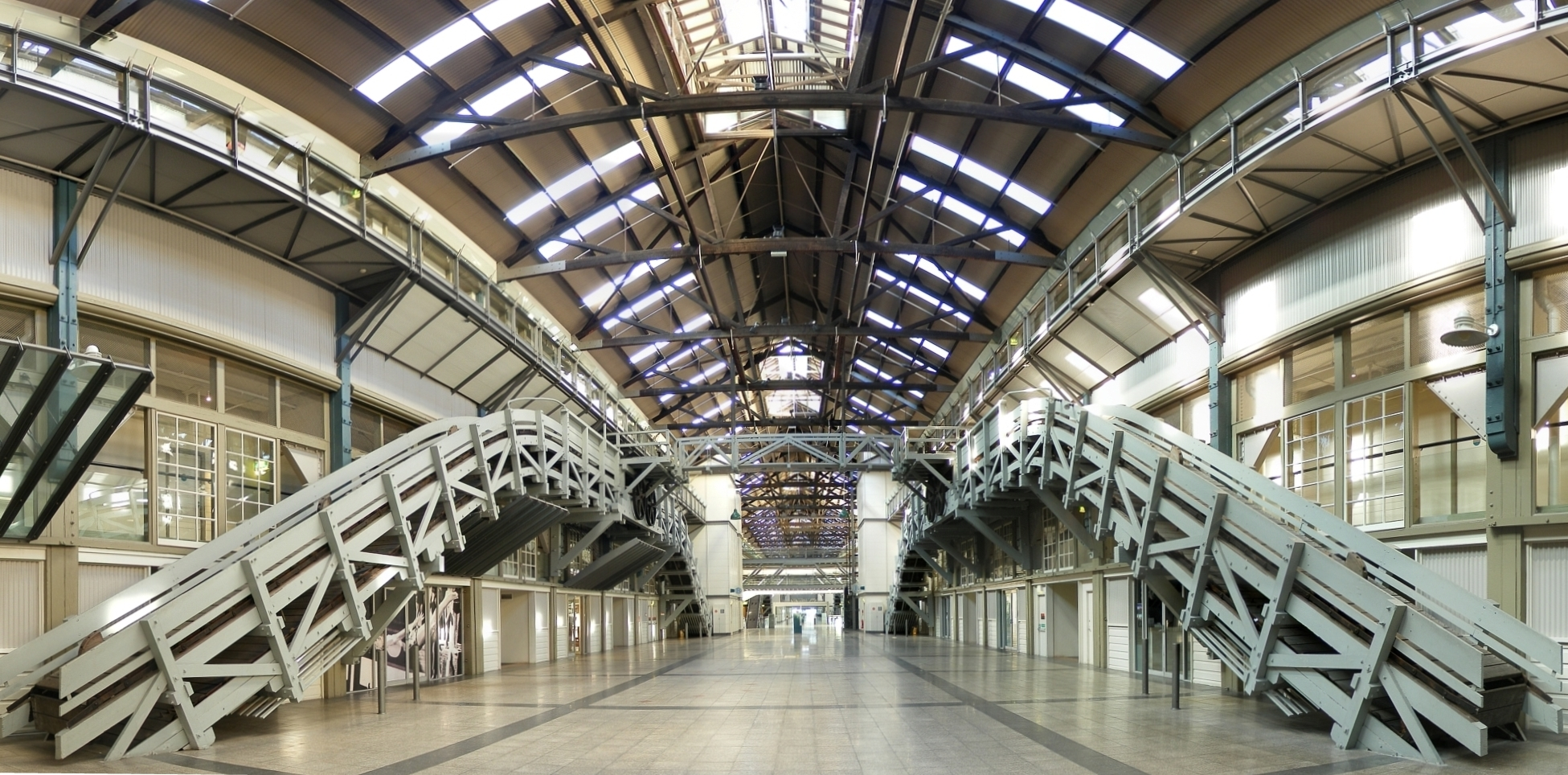
内部